# Titularbistum Columbica
Columbica ist ein Titularbistum der römisch-katholischen Kirche.
Es geht zurück auf ein früheres Bistum in der römischen Provinz Africa in der Sahelregion des heutigen Tunesien.
| Titularbischöfe von Columbica |                                                         | |                   |                |
| Nr.                           | Name                                                    | Amt | von               | bis            |
| 1                             | Otto Wilhelm Reichsgraf von Bronckhorst zu Gronsfeld SJ | Weihbischof in Osnabrück, Apostolischer Vikar des Apostolischen Vikariats des Nordens (Heiliges Römisches Reich) | 2. Januar 1693    | 5. April 1713  |
| 2                             | Emmanuel-Jean-François Verrolles M.E.P.                 | Apostolischer Vikar der Mandschurei (Kaiserreich China)                                                          | 11. Dezember 1838 | 29. April 1878 |